# Distretto di Jeghatoo
Il distretto di Jeghatoo è un distretto dell'Afghanistan appartenente alla provincia di Ghazni. Viene stimata una popolazione di 16 100 abitanti (stima 2016-17).